# Цунін Петро Дмитрович
Петро Дмитрович Цунін (18 липня 1943—1983) — український радянський футболіст, захисник.

## Біографічні відомості
Вихованець клубу «Шахтар» (Сніжне, Донецька область). З 1961 року виступав за молодіжну команду донецького «Шахтаря». У команді майстрів дебютував 2 травня 1963 року, у матчі проти кутаїського «Торпедо» (0:0). Через рік став гравцем основного складу, у команді Олега Ошенкова зіграв 25 з 32 лігових матчів. У 1966—1969 роках захищав кольори одеського «Чорноморця». За колективи з Донбасу і Південної Пальміри провів в елітній лізі 122 матчі. 12 жовтня 1968 року забив єдиний гол у своїй кар'єрі — зрівняв рахунок наприкінці поєдинку з московським «Локомотивом» (1:1). У першій половині 70-х років виступав за дніпропетровський «Дніпро» і севастопольський «Авангард» (відповідно, другий і третій дивізіони).

## Досягнення
- Переможець першої ліги (1): 1971

## Статистика
| Сезон | Клуб                       | Чемпіонат | Чемпіонат | Чемпіонат | Кубок | Кубок |
| Сезон | Клуб                       | Ліга      | І         | Г         | І     | Г     |
| ----- | -------------------------- | --------- | --------- | --------- | ----- | ----- |
| 1963  | «Шахтар» (Донецьк)         | Д-1       | 2         | 0         |       |       |
| 1964  | «Шахтар» (Донецьк)         | Д-1       | 1         | 0         |       |       |
| 1965  | «Шахтар» (Донецьк)         | Д-1       | 25        | 0         | 2     | 0     |
| 1966  | «Чорноморець» (Одеса)      | Д-1       | 36        | 0         | 3     | 0     |
| 1967  | «Чорноморець» (Одеса)      | Д-1       | 20        | 0         | 1     | 0     |
| 1968  | «Чорноморець» (Одеса)      | Д-1       | 34        | 1         |       |       |
| 1969  | «Чорноморець» (Одеса)      | Д-1       | 4         | 0         |       |       |
| 1970  | «Дніпро» (Дніпропетровськ) | Д-2       | 28        | 0         |       |       |
| 1971  | «Дніпро» (Дніпропетровськ) | Д-2       | 22        | 0         | 1     | 0     |
| 1972  | «Авангард» (Севастополь)   | Д-3       | 40        | 0         |       |       |